# Râul Cămana
Râul Cămana este un râu din România, afluent al râului Câlniștea. 